# Евдокимов, Анатолий Григорьевич
Анатолий Григорьевич Евдокимов (17 июня 1945 года, Москва, СССР — 15 апреля 2016 года) — советский фигурист, бронзовый призёр чемпионата СССР 1967 года, участник чемпионата мира 1967 года и чемпионата Европы 1967 года в парном катании.

## Биография
Первой партнёршей Анатолия Евдокимова была Татьяна Шаранова. С ней он стал бронзовым призёром чемпионата СССР, дебютировал на чемпионатах Европы и мира. С 1972 года новой партнёршей Евдокимова стала Людмила Великова.
В 1970 году окончил Малаховский филиал Смоленского государственного института физической культуры. После окончания любительской карьеры выступал в Киевском балете на льду.

## Спортивные достижения
(с Шарановой)
| Соревнования/Сезоны | 1967 | 1968 | 1969 | 1970 | 1971 |
| ------------------- | ---- | ---- | ---- | ---- | ---- |
| Чемпионаты мира     | 8    |      |      |      |      |
| Чемпионаты Европы   | 5    |      |      |      |      |
| Чемпионаты СССР     | 3    |      | 5    |      | 5    |